# 首都圏
首都圏（しゅとけん、capital region）とは、首都及びその周辺の地域を一体とした広域をいう。一般的に、各国の国家中枢機能を擁する首都及びその周辺の地域は、緊急事態に備えた方策に基づき各国の国策として整備・建設されており、こうした防備機能を含めた首都周辺地域を総称して首都圏と呼ぶ。

## 日本の首都圏
日本の首都圏は、1956年（昭和31年）に制定された「首都圏整備法」において、「東京都の区域及び政令で定めるその周辺の地域を一体とした広域」と定められ、さらに同法律の下位法令である政令「首都圏整備法施行令」において「首都圏整備法第二条第一項の政令で定めるその周辺の地域は、神奈川県、千葉県、埼玉県、茨城県、栃木県、群馬県及び山梨県の区域とする」と定められている。これは、文部科学省による学習指導要領における地方区分でみると、関東地方全域に中部地方の山梨県を加えた地理的範囲である。
なお、「首都圏」という言葉の指す範囲が状況や文脈によって上記とは異なることもある。たとえば、東京都、神奈川県、千葉県、埼玉県の1都3県、あるいは皇居から50km - 100km程度までの圏内とする例があるが、法令上の定義と区別するためにこれらを「東京圏」、「東京近郊」「南関東地域」などと呼ぶこともある。

## 日本以外の首都圏
日本以外では、以下のような首都圏がある。
- パリ首都圏（フランス） - イル＝ド＝フランス地域圏。
- ブリュッセル首都圏（ベルギー） - ブリュッセル首都圏地域。
- オタワ首都圏（NCR（ナショナル・キャピトル・レギオン、（カナダ）首都圏地域）、カナダ） - オタワ市、ガティノー市。
- マニラ首都圏（メトロ・マニラ、フィリピン） - マニラ市、カロオカン市、ケソン市、マカティ市、マラボン市、マリキナ市、マンダルーヨン市、パサイ市、パシッグ市、パラニャーケ市、バレンズエラ市、モンテンルパ市、ラスピニャス市、サンファン町、タギッグ町、ナボタス町、パテロス町。
- ソウル首都圏（韓国） - ソウル特別市、仁川広域市、京畿道（北朝鮮統治区域である軍事境界線の北側を除く）全域。
- 台北首都圏（台湾） - 台北市、新北市（旧・台北県）、基隆市。
- ワシントンD.C.首都圏（アメリカ合衆国） - ワシントンD.C.のほか、バージニア州北部、メリーランド州中部、ウェストバージニア州極東部が含まれる。
- ハルツーム首都圏（スーダン） - ハルツーム市、オムドゥルマン市、アル・ハルツーム・バフリ（ハルツーム・ノース）市
- ジャカルタ首都圏（インドネシア） - ジャボデタベック。
- 南アフリカの都市圏 - 同国の地方自治体は基本的に都市圏を中心に区画されている。詳細は各項参照。
  - ツワネ都市圏（プレトリア市、行政）、ケープタウン都市圏（ケープタウン市、立法）、マンガウング地方自治体（都市圏）（ブルームフォンテーン、司法）
- 北京首都圏（中華人民共和国） - 北京市、天津市、石家荘市、唐山市、秦皇島市、承徳市、廊坊市、滄州市、保定市、張家口市

### 首都特別地域
首都を含む数市、または首都周囲の県などに特別の地位が与えられることがある。
- オーストラリア首都特別地域（同） - 首都・キャンベラを中心とした特別地域。
- ヴィエンチャン都（ラオス） - 首都・ヴィエンチャンを中心とした特別地域。
- 首都州（チリ）- 首都・サンティアゴ・デ・チレ（サンティアゴ市）を州都（行政中心地）とした特別な州。
- 連邦直轄領デリー・メトロ（インド） - 首都・デリーによる連邦直轄領として区画整備されている首都圏地域。中央デリー（キャピトル・デリー、旧デリー）、デリー新都心（新デリー）[注釈 2]を中心としている[注釈 3]。
- ベルリン（州と同格の特別市、ドイツ）- （自由）ハンザ都市ハンブルクも同様[注釈 4]。
- ニアメ首都特別区（ニジェール）
- ネピドー連邦領（ミャンマー） - 旧首都・ヤンゴン（旧ラングーン）からの首都移転のため建都した新首都・ネピドーを中心とした新首都圏地域。
- 連邦直轄地区（ブラジリア連邦直轄区、連邦区、ブラジル）  - 首都ブラジリアを中心とした特別地域。
- 北京直轄市（中華人民共和国） - 同様に上海市・天津市ほか複数の大都市に「直轄市」として独自の行政機能を持たせている。
- モスクワ市（現首都）・サンクトペテルブルク市（旧首都、ロシア） - それぞれ都市単独で一つの特別行政区の機能を持つ。
- 連邦直轄領（マレーシア）
  - クアラルンプール・プトラジャヤ両市。 北ボルネオ地区にある港湾都市・ラブアンも同様。 うちプトラジャヤは計画都市で、クアラルンプールとともにスランゴール州に囲まれている。